# Levonordefrin
A levonordefrin vagy más néven corbadrine (INN: Neo-Cobefrine) vagy α-metilnorepinefrin egy katekolamin szimpatomimetikum, amelyet a fogászatban használnak (általában helyi érzéstelenítőkkel, például mepivakainnal előzetesen kevert oldatban).
A levonordefrin egy vazokonstriktor (érösszehúzódást okozó anyag), amely hasonló gyógyszertani hatásokkal rendelkezik, mint az epinefrin. Azonos koncentrációban alkalmazva a levonordefrin kevésbé hatékony vazokonstriktor, így kevésbé emeli a vérnyomást hasonló helyzetben. A fogászatban elterjedt kiszerelésben a levonordefrint ötször nagyobb koncentrációban (1:20 000) forgalmazzák, mint az epinefrint (1:100 000). Ekkora koncentrációban már eléggé hatékony vazokonstriktor, így a terhesség alatt való alkalmazását nem ajánlják.
A levonordefrin a metildopa nevű vérnyomáscsökkentő szer metabolitja is.

## Fordítás
- Ez a szócikk részben vagy egészben  a   Corbadrine című angol Wikipédia-szócikk ezen változatának fordításán alapul.  Az eredeti cikk szerkesztőit annak laptörténete sorolja fel. Ez a jelzés csupán a megfogalmazás eredetét és a szerzői jogokat jelzi, nem szolgál a cikkben szereplő információk forrásmegjelöléseként.